# Jean Pierre François Dieudonné Roussel
Jean Pierre François Dieudonné Roussel  né à Belfort le 29 mai 1782, et mort dans sa ville natale le 19 mars 1851, est un militaire français.

## Biographie
Il entra comme volontaire dans le 12e régiment de chasseurs à cheval le 27 juillet 1799, puis le 3 août 1799, comme sergent-major dans le 1er bataillon de volontaires du Mont-Terrible. Il fit dans l’armée du Rhin les campagnes des années VII, VIII et IX de la République et assista aux batailles de Zurich,de Stokarch, de Moëskirch, de Nordlingen et de Hohenlinden.
Il fait comme sous-lieutenant dans le 94e demi brigade de deuxième formation le 15 novembre 1803 et lieutenant le 23 décembre 1806. Il fait les campagnes des ans X, XI et XII dans l’armée de Batavie et dans celle de Hanovre ; celles de 1805, 1806 et 1807 dans l’armée d'Allemagne. Il assista aux batailles d'Austerlitz, d'Iéna et de Halle en 1806.
Ensuite, le prince de Ponte-Corvo, commandant le 1er corps, donna au sous-lieutenant Roussel l’ordre de prendre 25 grenadiers et de poursuivre plusieurs bateaux chargés d’armes et de munitions de guerre destinés à Magdebourg ; il parvint à rejoindre ces bateaux à six lieues de Brandebourg au moment où ils allaient sortir du canal pour entrer dans le lac de Plau et s’en empara après un combat assez vif dans lequel il eut le bras brisé par un coup d'aviron sur le bras gauche. Malgré cette blessure, il conduisit lui-même cette prise considérable à Potsdam. Pour cela, il fut nommé lieutenant et gouverneur de Brandebourg (décembre 1806). Il avait alors 24 ans.
Quoique ce poste pouvait paraître enviable, il rejoignit son régiment le 94e de ligne et il assista à la bataille de Friedland. Il partit alors pour l’armée d’Espagne avec le 3e bataillon de son régiment en qualité d’adjudant-major et le 1er décembre 1809 fut nommé capitaine adjudant-major. C’est dans l’armée d'Aragon que le capitaine Roussel fit les campagnes de 1808, 1809, 1810, 1811, 1812, 1813 et du commencement de 1814. Il prit part à tous les faits d’armes qui ont fait la gloire cette armée.
Le 1er juillet 1808, le 3e bataillon du 94e régiment ayant été incorporé dans le 116e de ligne, le lieutenant adjudant major Roussel remplit les fonctions de major de tranchée au siège de Saragosse, à l’attaque de gauche et assista à plusieurs assauts. Au siège de Lérida, il monta à l’assaut du corps de la place et contribua à la prise de Lérida. La citadelle se rendit et le capitaine défila en tète de la garnison ; mais il refusa de prendre l’épée que le gouverneur lui remettait.
Un décret impérial le nomma membre de la Légion-d’Honneur le 2 mars 1811 et capitaine de grenadiers le 24 mars suivant. Il assista aux sièges de Tortose et de Tarragone. À ce dernier siège, deux compagnies furent commandées pour dégager les garnisons des forts de l’Amposta et de la Rapita attaqués par des forces considérables : le capitaine Roussel commandait l’une de ces compagnies ; le commandant Bugeaud dirigeait l’expédition qui eut un plein succès. Roussel prit cinq canons et leurs canonniers. À la bataille de Sagonte, il commandait provisoirement le 3e bataillon le maréchal Suchet, attaqué par des forces supérieures, se trouvait en danger : il aperçoit Roussel et lui crie : Capitaine, tête baissée sur cette colonne ou nous sommes perdus M. Roussel enlève à l’instant le bataillon, se précipite sur l’ennemi et le culbute ; les troupes françaises reviennent à la charge et la victoire est décidée. Il devint pour ce fait chef de bataillon au 114e régiment d'infanterie le 11 janvier 1812.
Après la Restauration, il fut chargé d’organiser le 10e de ligne, fut mis en non-activité et rappelé en novembre comme chef de bataillon au 6e léger avec la croix d’officier. Lors du débarquement de Napoléon Ier, il se trouva à l’affaire du pont de la Drôme sous les ordres du duc d'Angoulême. M. d’Ambrugène, colonel du 10e RI, ayant suivi le prince, on donna ce régiment à M. Roussel qui le ramena à Paris où il reçut ordre d'incorporer l’armée du Nord. À la bataille de Waterloo, le 10e de ligne quitta le champ de bataille un des derniers et fit sa retraite sur Laon en ordre, tambours et musique en tête ; arrivé à Paris, il fut licencié. Le colonel Roussel fut mis à la retraite comme chef de bataillon. Rappelé avec ce même grade le 25 décembre 1822 au 18e de ligne, il fit la campagne de 1823 et se distingua à l’affaire de Bois-le-Roi. Il fut nommé chevalier de Saint-Louis à l’affaire de Casterbersol ; il eut la plus grande part au succès de la journée et fut nommé lieutenant-colonel au 1er léger ; le 7 mars 1830, il fut nommé colonel au 3e régiment d'infanterie de ligne.
Le 3e de ligne fut désigné pour l’expédition d'Alger (1830), ce fut ce régiment qui débarqua le premier sur la plage africaine à Sidi-Ferruch et enleva les redoutes qui défendaient la côte.
Le colonel Roussel continua de se distinguer pendant tout le reste de la campagne et fut nommé commandeur de la Légion-d’Honneur en décembre 1830.
Rentré en France en 1831, il fut nommé maréchal de camp le 16 juin 1834, après vingt-deux campagnes.
Il commanda successivement la 2e brigade d'infanterie, au camp de Compiègne le 21 juin 1834, les départements de la Vendée le 10 octobre 1834, de la Moselle le 8 juin 1835, de la Haute-Saône le 19 août 1837, et la 3e brigade de la division rassemblée dans les départements de l'Ain, du Jura, du Doubs et du Haut-Rhin le 27 septembre 1838.
Placé dans la section de réserve le 30 mai 1844, il est retraité le 8 juin 1848, et meurt à Belfort le 19 mars 1851.

## Source
« Jean Pierre François Dieudonné Roussel », dans Charles Mullié, Biographie des célébrités militaires des armées de terre et de mer de 1789 à 1850, 1852 [détail de l’édition]